# Lean Back
«Lean Back» es un sencillo del 2004 del álbum de Terror Squad True Story. Colaboran Fat Joe y Remy Ma, y fue producido por Scott Storch.
Estuvo en el tope de los Billboard Hot 100 por tres semanas desde el 21 de agosto de 2004.

## Influencias
La canción se utilizó en el videojuego Need for Speed: Underground 2, en unos anuncios de la NBA y como canción en una gira de Fat Joe y Jennifer Lopez. La canción apareció en la lista, hecha por la cadena VH1, de las 100 canciones más influyentes del rap, en donde se colocó en el puesto 55#.

## Reacción de la crítica
Jason Birchmeier de AllMusic dejó claro que es una gran canción para bailar en discotecas o clubes. La revista VIBE llamó la canción «un clásico del verano». En el 2008, la cadena de televisión, VH1, puso a «Lean Back» en la posición 55 de las cien mejores canciones de Hip-Hop.

## Vídeo musical
El vídeo fue dirigido por Jessy Terrero y Raúl Conde, y fue rodado en una mansión en Los Ángeles. El vídeo contiene cameos de Lil' Jon, Kevin Hart, N.O.R.E., Tego Calderón, Tony Sunshine, Cool & Dre y DJ Khaled.

## Posición en listas
| Lista                                | Posición |
| ------------------------------------ | -------- |
| U.S. Billboard Hot 100               | 1        |
| U.S. Billboard Hot Rap Tracks        | 1        |
| U.S. Billboard Hot R&B/Hip-Hop Songs | 1        |
| U.S. Billboard Hot Ringtones         | 1        |
| Swiss Singles Chart                  | 28       |
| Dutch Singles Chart                  | 14       |
| Belgium Singles Chart                | 40       |
| Danish Singles Chart                 | 5        |
| Australian Singles Chart             | 44       |
| New Zealand Singles Chart            | 11       |

## Premios y nominaciones
- La canción fue nominada en los Grammy como mejor actuación de rap en dúo o en grupo.
- Ganó el premio a canción del año en los premios del Hip-Hop.
- Recibió el galardón a mejor colaboración femenina (Remy Ma) en los premios del Hip-Hop.